# Tyczyn
Tyczyn là một thị trấn thuộc huyện Rzeszowski, tỉnh Podkarpackie ở đông-nam Ba Lan. Thị trấn có diện tích 9 km². Đến ngày 1 tháng 1 năm 2011, dân số của thị trấn là 3474 người và mật độ 359 người/km².